# Falun-kopermijn
De Falun-kopermijn is een kopermijn nabij de stad Falun, een stad in de provincie Dalarnas län. Men begon koper te delven ongeveer sinds het jaar 800 tot het  jaar 1992. Sinds 2001 staat het op de werelderfgoedlijst. Naast koper is er ook sulfide, zink, lood, bismut, zilver en goud gevonden.

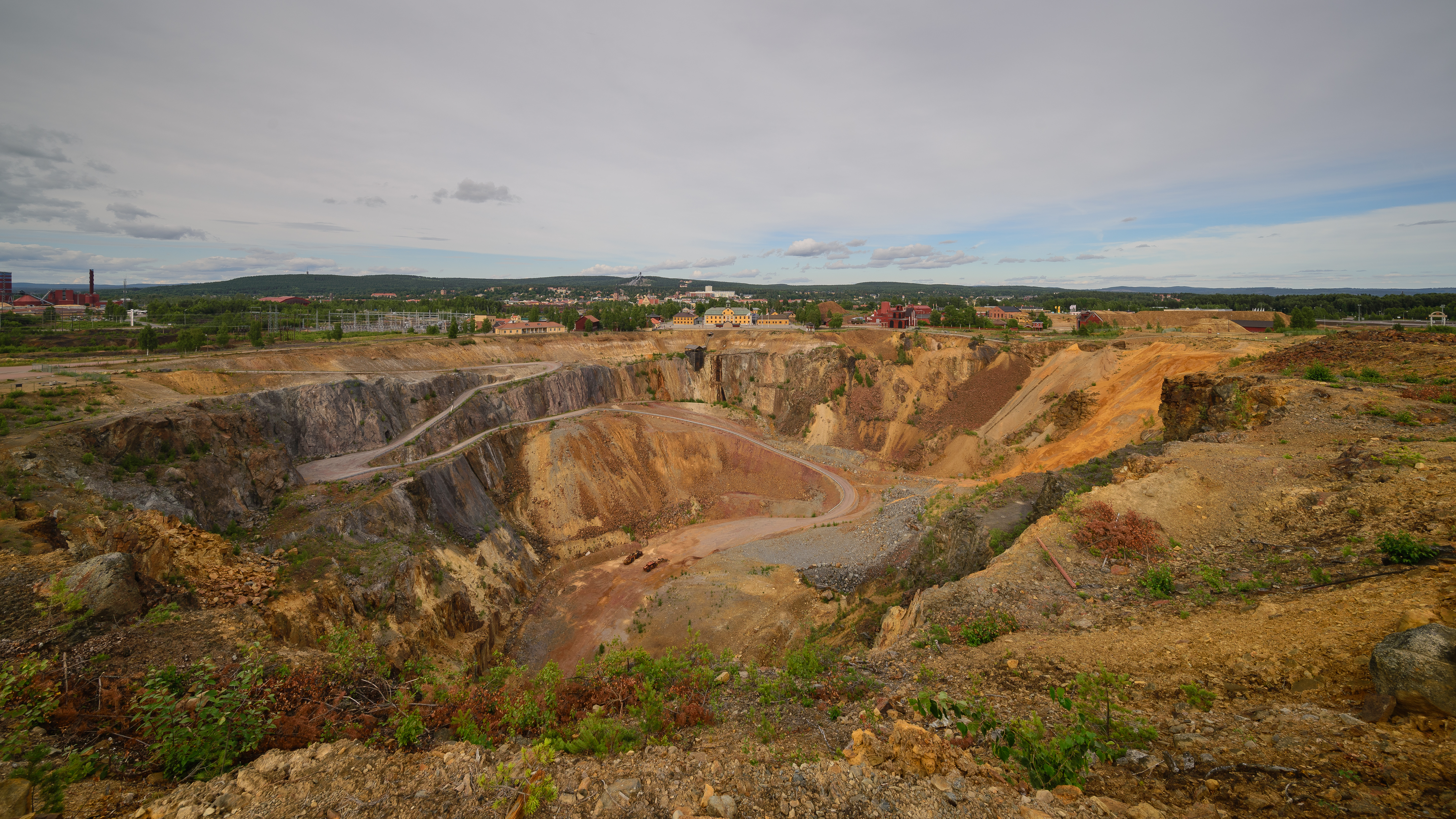
de mijn in 2017